# Trifolium ciliolatum
Trifolium ciliolatum är en ärtväxtart som beskrevs av George Bentham. Enligt Catalogue of Life ingår Trifolium ciliolatum i släktet klövrar och familjen ärtväxter, men enligt Dyntaxa är tillhörigheten istället släktet klövrar och familjen ärtväxter. IUCN kategoriserar arten globalt som livskraftig. Arten har ej påträffats i Sverige. Inga underarter finns listade i Catalogue of Life.

## Bildgalleri

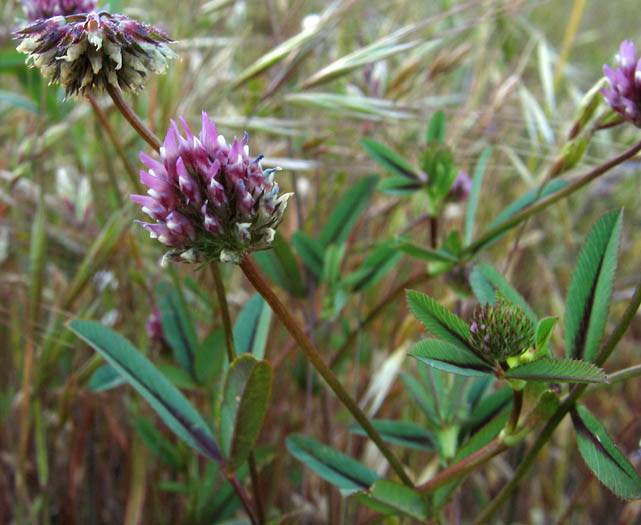